# Editura Arania
Editura Arania, fondată în 1991 de către scriitorul Daniel Drăgan, s-a specializat în literatură beletristică română și străină, clasică și contemporană.

## Prezentare
A editat prima integrală post-revoluționară a romanelor lui Mihail Sebastian, a editat postum principalele scrieri ale poetului, dramaturgului și romancierului Darie Magheru, a publicat o serie de ediții selecte din marea poezie a lumii, așa cum sunt versuri de Oscar Wilde, Mihail Lermontov, Charles Baudelaire, San Juan de la Cruz, Arthur Rimbaud, Serghei Esenin, Rilke, Edgar Allan Poe și alții. 
Multe dintre cărțile autorilor români publicați de Arania au fost distinse cu premii. Nouă titluri au primit Premiul Uniunii Scriitorilor. 
Arania a deținut două legislaturi președinția „Societății Patronilor de Edituri din România (SPER)” și a organizat între 1994 și 1997 patru ediții ale Salonului de Iarnă al Cărții la Brașov. Arania participă anual la târguri și saloane naționale și internaționale. Oferă în librării și prin serviciul "cartea prin poștă", accesibil și prin e-mail, aproape întregul repertoriu al aparițiilor sale. 